# توقیف اموال
توقیف دارایی‌های کسی به خاطر بدهی او را توقیف اموال یا ضبط اموال یا گِروکِشی می‌گویند.
توقیف اموال مالک توسط مأمور یا ممیز مالیاتی برای اخذ مالیات و روش کار آن است که وقتی به مؤدی مالیاتی اخطار می‌شود که بدهکار است و اقدامی در این مورد ننماید و از پرداخت مالیات خودداری کند اموال مالک با موافقت سر ممیز مالیاتی ضبط می‌شود. اگر باز هم مؤدی مالیاتی از پرداخت خودداری کند اموال ضبط شده او به حراج گذارده می‌شود و پس از فروش و کسر بدهی مؤدی اگر مبلغی بماند به او پرداخت می‌شود.
مشاهده این مطلب پیشنهاد میشود: توقیف ملک وکالتی